# Dolenje Zabukovje
Dolenje Zabukovje este o localitate din comuna Mokronog - Trebelno, Slovenia, cu o populație de 25 de locuitori.